# Dariusz Skowroński (koszykarz)
Dariusz Skowroński (ur. 26 lipca 1973) – polski koszykarz, występujący na pozycji środkowego, dwukrotny mistrz polski ze Śląskiem Wrocław.

## Osiągnięcia
Drużynowe
- Mistrz Polski (1993, 1994)
- Mistrzostwo 2 Ligi awans do pierwszej Ligi (2000)
- Dwukrotne mistrzostwo 1 ligi Dwukrotny awans do najwyższej klasy rozgrywkowej PLK (2004)(1998)